# The Simpsons One Step Beyond Forever!: A Complete Guide to Our Favorite Family ...Continued Yet Again
'The Simpsons One Step Beyond Forever!: A Complete Guide to Our Favorite Family ...Continued Yet Again, traducido al español, ¡Los Simpson, un paso más adelante para siempre!: Una guía completa sobre nuestra familia preferida ...continuada de nuevo, es la tercera secuela a la guía de episodios de Los Simpson, The Simpsons: A Complete Guide to Our Favorite Family. Es editado por Jesse L. McCann y es un "compañero" a las guías turísticas anteriores del episodio.

## Contenido
Este libro tiene una guía de episodio por episodio de la decimotercera y decimocuarta temporada de Los Simpson. Cada temporada comienza con la producción como la mansión de McCoy y Mount Carlmore. El libro comienza con Treehouse of Horror XII y termina con Moe Baby Blues. Cada guía del episodio tiene referencias a otras demostraciones de películas y de televisión. Como en los tres libros anteriores, cada episodio incluye el perfil de un personaje, comenzando con Judge Constance Harm y terminando con Dan Castellaneta en Moe Baby Blues. Las estrellas invitadas en los episodios del libro incluyen a Jane Kaczmarek, Julia Louis-Dreyfus, Delroy Lindo, Ben Stiller, Reese Witherspoon, Dennis Weaver, Olympia Dukakis, Marisa Tomei, Eric Idle, Scott Thompson y Jonathan Taylor Thomas. El libro también incluye personajes, gags del sofá, ¡D'ohs! , Mmmmm's, episodios de Itchy and Scratchy, filmografía, "Quién hace qué voz", canciones del programa y las frases del cartel de la iglesia.